# ナンパ・ラ
ナンパ・ラは、ネパールと中国チベット自治区の国境にある峠。チョ・オユーから西に数キロメートルの地点に位置し、エベレストからは北西に約30キロメートルの地点に位置する  。標高は5806メートル。
ナンパ・ラはクーンブのシェルパ族とチベット人を結ぶ、伝統的な通商・巡礼ルートとして使われてきた。
「ナンパ」はチベット語で仏教徒を意味し、「ラ」は峠を意味する。
この峠から東側にはヒマラヤのマハラングル地域が広がる。マハラングル地域には西から順にチョ・オユー、ギャチュンカン、エベレスト、アマ・ダブラム、マカルーがあり、その東端はアルン川の渓谷地帯である。峠から西側と南西側にはガウリシャンカール、メンルンツェを含むローワリング地域が広がる。
2006年には中国人民武装警察部隊の国境警備員が非武装のチベット難民に向かって発砲したナンパ・ラ銃撃事件が起きた。